# Rudolf Müller-Erzbach

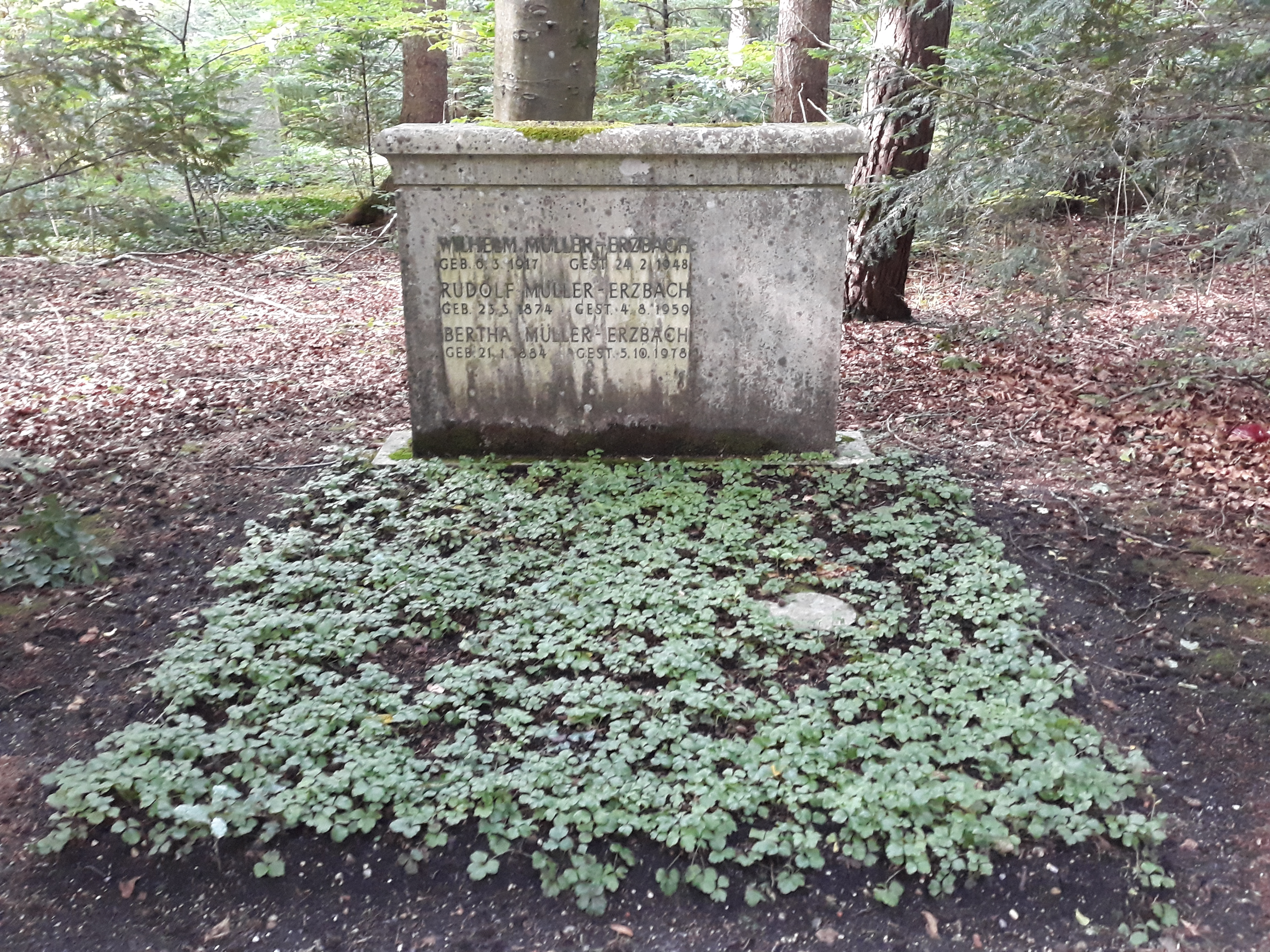
Das Grab von Rudolf Müller-Erzbach, seiner Ehefrau Bertha geborene Wilkens und seinem Sohn Wilhelm auf dem Waldfriedhof (München)

Rudolf Müller-Erzbach (* 23. März 1874 in Perleberg, Brandenburg; † 4. August 1959 in München) war ein deutscher Jurist und Professor für bürgerliches Recht, Handelsrecht und Rechtsgrundlagenforschung.

## Biografie
Rudolf Müller-Erzbach wurde 1874 in Perleberg als Sohn des Wilhelm Müller-Erzbach geboren. Er studierte Jura an den Universitäten in Leipzig, Freiburg im Breisgau und Berlin. Nach seiner Promotion zum Dr. jur. war er als Gerichtsreferendar am Oberlandesgericht Celle tätig. 1903 habilitierte er sich zum Privatdozent der Rechte an der Universität Bonn. Nebenbei war er als Hilfsarbeiter im Oberbergamt Bonn tätig. 1916 veröffentlichte er zu den Rechtsgrundlagen der preußischen Bergämter die umfangreiche Monografie „Das Bergrecht Preussens und des weiteren Deutschlands“.
Im Jahre 1911 erhielt er in Königsberg eine außerordentliche Professur und 1918 einen Lehrstuhl für bürgerliches Recht, Handelsrecht und Rechtsgrundlagenforschung an der Universität Göttingen. 1925 wurde er an der Universität München als Nachfolger Karl von Amiras Inhaber des Lehrstuhl für Deutsche Rechtsgeschichte, Deutsches Privatrecht, Bürgerliches Recht, Handels- und Wechselrecht sowie Industrie- und Gewerberecht.
1933 gehörte er zu den Gründungsmitgliedern der nationalsozialistischen Akademie für Deutsches Recht Hans Franks.
1939 wurde Müller-Erzbach mit 65 Jahren emeritiert. Von Dezember 1945 bis Oktober 1946 kehrte er als Dekan der Juristischen Fakultät nochmals an die Universität zurück.
1954 erschien eine Festschrift zu seinem 80. Geburtstag unter dem Titel „Studien zum kausalen Rechtsdenken“ im Verlag Filser in München-Pasing, die von Roland Löhlein herausgegeben wurde. Emilio Betti (Rechtsphilosoph an der Universität La Sapienza in Rom), Demetrius Gogos, Roland Löhlein, Lorenzo Mossa, Erwin Seidl und Hans Würdinger verfassten die Beiträge der Freunde und Schüler.

## Schriften (Auswahl)
- Die Grundsätze der mittelbaren Stellvertretung aus der Interessenlage entwickelt. Berlin: Guttentag 1905
- Gefährdungshaftung und Gefahrtragung, (311 Seiten). Tübingen: Mohr 1912
- Das Bergrecht Preussens und des weiteren Deutschlands, (302 Seiten). Stuttgart: Enke 1916
- Deutsches Handelsrecht, Band 2 (S. 403–880). Tübingen: Mohr 1924
- Die Entartung des deutschen Aktienwesens seit der Inflationszeit (Reihe: Recht und Staat in Geschichte und Gegenwart; Band 42, 28 Seiten). Tübingen: Mohr 1926
- Wohin führt die Interessenjurisprudenz? Die rechtspolitische Bewegung im Dienste der Rechtssicherheit und des Aufbaus der Rechtswissenschaft, (134 Seiten). Tübingen: Mohr 1932
- Lassen sich das Recht und das Rechtsleben tiefer und sicherer erfassen? Zwei Hauptgesichtspunkte der Rechts- und Lebensdurchdringung, (147 Seiten). München und Leipzig: Duncker & Humblot 1934
- Die Hinwendung der Rechtswissenschaft zum Leben und was sie hemmt (Reihe: Recht und Staat in Geschichte und Gegenwart; Band 125, 39 Seiten). Tübingen: Mohr 1939
- Das private Recht der Mitgliedschaft als Prüfstein eines kausalen Rechtsdenkens (416 Seiten). Weimar: Böhlau 1948
- Der Kampf um die Persönlichkeit (73 Seiten). Tübingen: Laupp 1949
- Die Rechtswissenschaft im Umbau. Ihr Vordringen zu den bestimmenden Elementen des Zusammenlebens (135 Seiten). München: Hueber 1950